# إسقاط الموروثة
إسقاط المورثة)أو الجين ( هي مجموعة تقنيات يتم عبرها الحد من قدرة الجين على إنتاج البروتين وهو ما يعرف بالتعبير من اجل التعرف على وظيفته، ويتم ذلك بطريقتين. الطريقة الأولى من خلال التعديل الوراثي وذلك بإدراج تغيير في الحمض النووي في كروموسوم الكائن الحي أما الطريقة الثانية تتم عبر إضافة محاليل تحتوي على نيوكليوتيدات قصيرة)كاشف(مكملة ترتبط سواء مع الحمض النووي دنا أو الحمض النووي الريبي رنا المرسال (mRNA) وتمنعه من إنتاج البروتين أو تقلل منه. إذا تم التعديل على الدنا مباشرة فسيدعى الكائن الذي تم تعديل مادته الوراثيه «بكائن حي مُسقط» "knockdown organism". أما إذا تم منع الجين من إنتاج البروتين بواسطة عبر الكواشف القصيرة التي ترتبط بالحمض النووي الريبي المرسال (mRNA) فسيؤدي ذلك إلى توقف إنتاج البروتين بشكل مؤقت وليس دائم ويدعى «إسقاط مؤقت أو عابر للجين transient knockdown».
يستخدم إسقاط الجين المؤقت من اجل تعلم المزيد عن الجينات التي لا يعرف لها وظائف الذي تم التسلسل، ولكن لديه وظيفة معروفة غير كامل أو غير معروف، وهو منهج تجريبي يعرف باسم الوراثة العكسية. بهذه الطريقة يقوم الباحثون باستنتاج وظيفة الجين عبر مقارنة الكائن الطبيعي بالكائن المُسقط ومراقبة الأختلافات التي تطرأ عليه بسبب نقص البروتين وكيف يؤثر على جسمه. غالبا ما تستخدم طريقة إسقاط الجينات في البيولوجيا التطورية عبر حقن الكواشف في الخلية المخصبة zygotes واحدة والتي تنتقل إلى بقية الخلايا الجنينية.  والتي تساعد على مراقبة ما يحدث خلال المراحل الأولى من عمر الجنين.
وحتى الآن معظم الكائنات التي تم إسقاط جيناتها عبر التعديلات الدائمة في حمضها النووي تم لأغراض بحثية بحته خصوصا الفئران والتي لا يمكن تطبيق طريقة الإسقاط المؤقتة عليها بسهولة.